# Gmina Tërbuf
Gmina Terbuf (alb. Komuna Terbuf) – gmina położona w środkowo-zachodniej części Albanii. Administracyjnie należy do okręgu Lushnja w obwodzie Fier. W 2011 roku populacja gminy wynosiła 10 201 osób w tym 5007 kobiet oraz 5194 mężczyzn, z czego Albańczycy stanowili 95,89%  mieszkańców. 
W skład gminy wchodzi siedem miejscowości: Cerme e Siperme, Cerme Pash, Cerme Proshke, Shenepremte, Sulzotaj, Gur, Terbuf.